# Archevêché de Crète
L'Archevêché de Crète est un évêché de l'Église de Crète, une juridiction semi-autonome qui dépend du Patriarcat œcuménique de Constantinople. Il a son siège à Héraklion et il étend sa juridiction sur la moitié Nord du district régional d'Héraklion. L'archevêque titulaire du siège est en même temps primat de Crète. Il porte la titulature suivante : Archevêque de Crète, très vénérable et exarque pour l'Europe, Président du saint synode épiscopal de Crète.

## La cathédrale

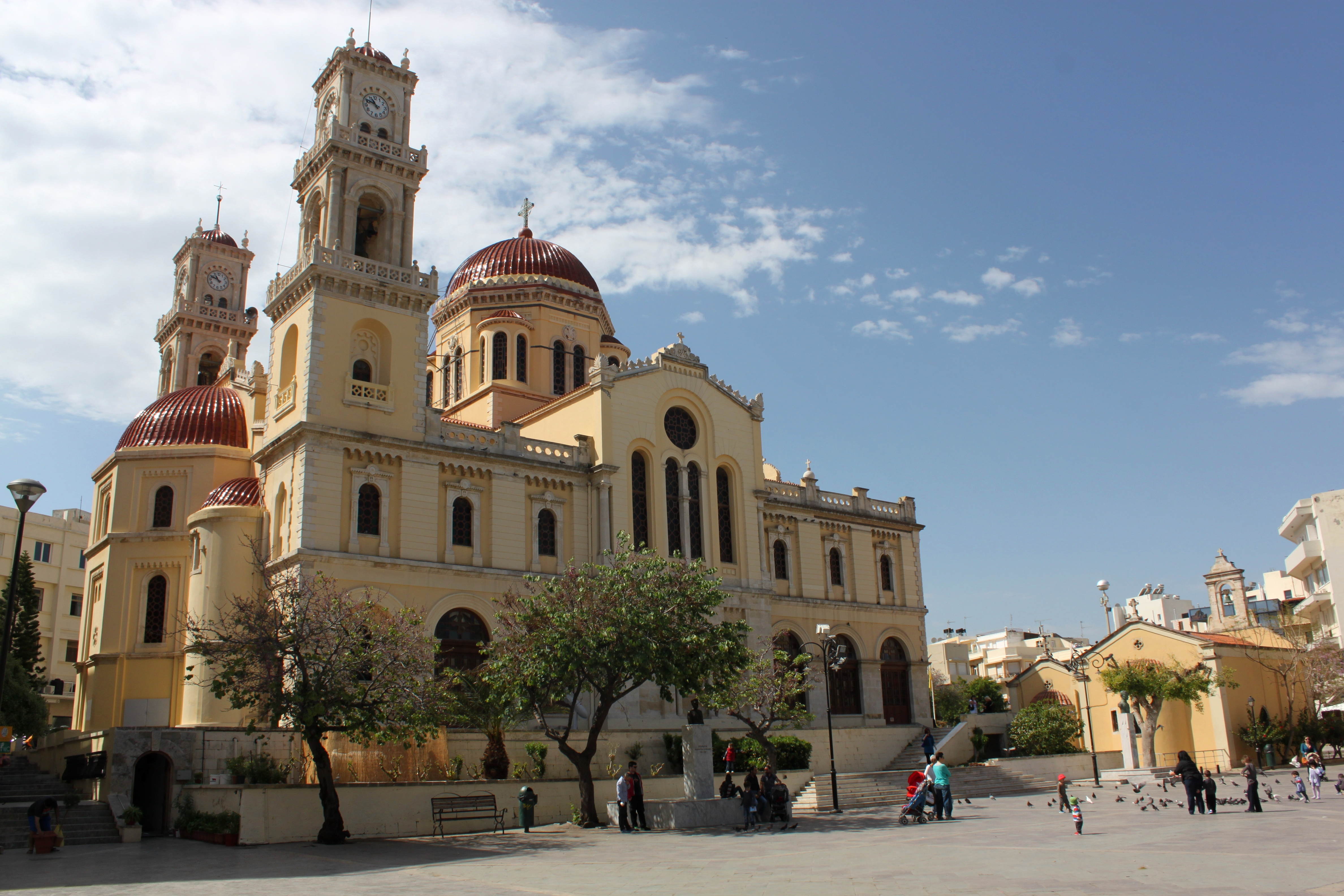
Cathédrale Agios Minas à Héraklion

- C'est l'église cathédrale Agios Minas d'Héraklion.

## Les archevêques
- Eugène II Antonopoulos (el), depuis le 11 janvier 2022.
- Irénée (el), archevêque de 2006 à 2022.
- Timothée III Papoutsakis (el), archevêque de 1978 à 2006.
- Eugène Ier Psalidakis (el), promu archevêque le 28 février 1967.

## L'histoire
- C'est en 1967 que la métropole de Candie a été élevée au rang d'archevêché. Il peut sembler curieux que le nouvel archevêché n'ait pas pris le nom d'archevêché d'Héraklion. Ce fait peut s'expliquer par deux raisons :

1. Une longue habitude en Crète de donner le même nom à l'île entière et à sa capitale (Candie)
2. L'exemple de Chypre : après avoir plusieurs siècles porté en titre les noms de la capitale de l'île (Salamine, puis Constantia) ou celui de la capitale des Chypriotes en exil (Nouvelle Justinienne), l'archevêque désormais fixé à Nicosie prit le titre d'Archevêque de Chypre.
- En 2002, la fondation de la Métropole d'Arkalochorion, Kastéllion et Viànnos entraîne les changements suivants. L'archevêché cède à la nouvelle métropole le littoral de la mer de Libye et un territoire important au sud-est et à l'est.

La métropole de Pétra cède à la nouvelle métropole le territoire de Viannos et reçoit en compensation de l'archevêché une portion de littoral égéen autour de Chersonissos (Cherronisos). Le bilan de l'opération est un allègement et un désengorgement de l'évêché de la capitale, semblable, toutes proportions gardées, à ceux dont ont fait l'objet l'Archevêché d'Athènes et la métropole de Thessalonique de 1974 à nos jours.

## Le territoire

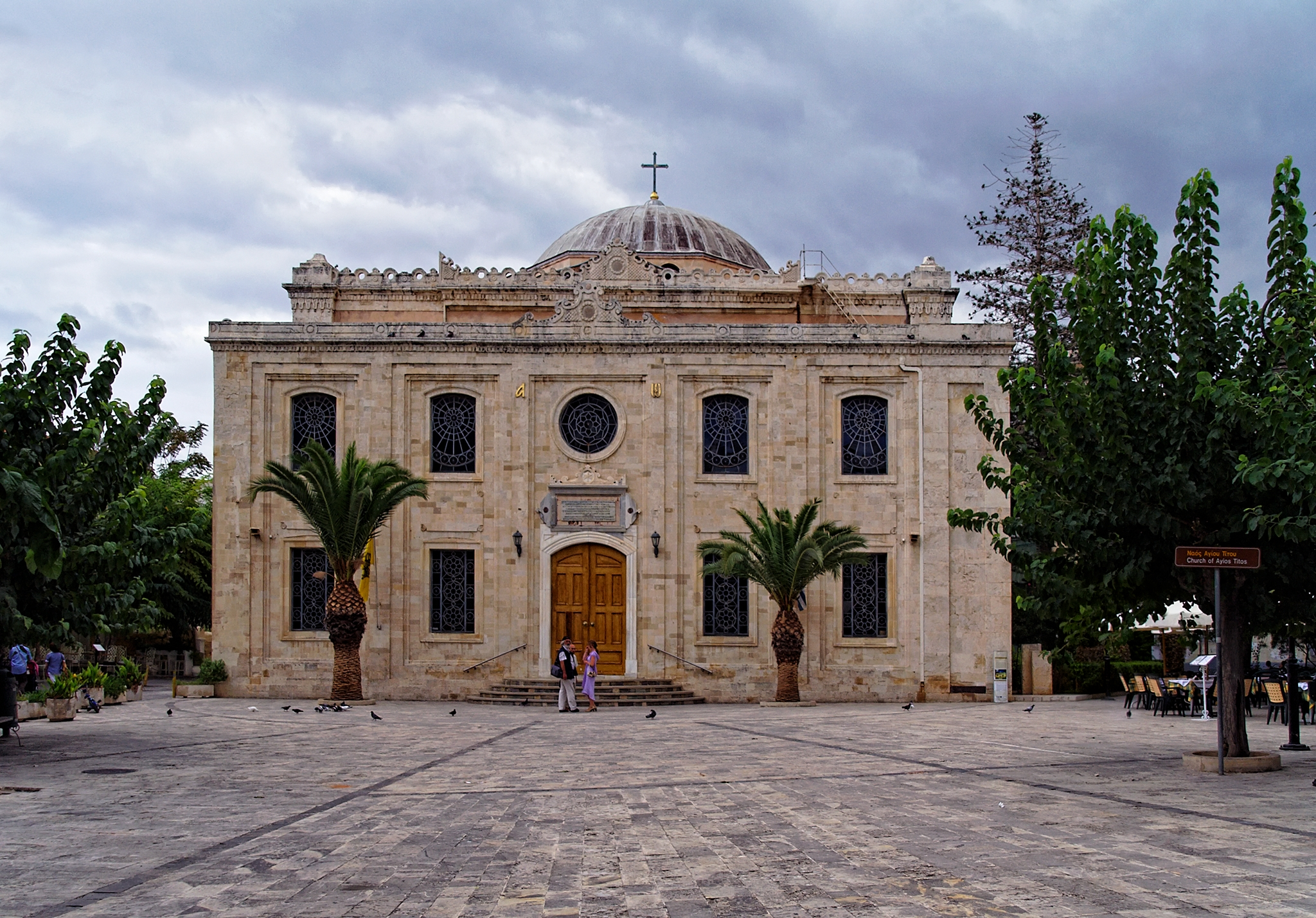
L'église Saint-Tite d'Héraklion

- Héraklion (30 paroisses)
- Ano Archanès
- Gazi (2 paroisses)
- Thrapsano
- Kousion
- Alikarnassos

## Les monastères
- Monastère masculin de la Dormition de la Mère de Dieu, à Épiscopi.
- Monastère masculin Saint-Georges Épanosiphi à Pyrgos.
- Monastère masculin Saint-Jean le Théologien à Anopolis.

## Les sources
- Le site de l'archevêché de Crète : http://www.iak.gr

- Diptyques de l'Église de Grèce, éditions de la Diaconie apostolique, Athènes (édition annelle).